# Iglesia de Nuestra Señora de los Remedios (Aljaraque)
La Parroquia de Nuestra Señora de los Remedios es un templo católico ubicado en el municipio español de Aljaraque, en la provincia de Huelva.

## Descripción
En el perfil exterior del templo destaca la torre, de caña lisa, cuerpo de campanas cuadrangular con un vano de medio punto a cada cara y chapitel octogonal con decoración de azulejos. Fue proyectada por Pedro de San Martín tras el Terremoto de Lisboa. La construyó en 1757 Joaquín Herrera.
El templo tiene una sola nave, cubierta con armadura de madera. El crucero y la capilla mayor se rematan por bóvedas de cañón. Cuenta con dos capillas en la nave del Evangelio y una en la de la Epístola y camarín adosado a la capilla mayor. Este último ámbito está ocupado por la Virgen de los Remedios, patrona de la localidad. Fue esculpida por Antonio León Ortega en 1950. La primera capilla de la nave del Evangelio está dedicada a las Ánimas, representadas por un óleo realizado por Joaquín Gómez del Castillo en 1940. Tiene frontal de altar cerámico de Ramos Rejano y cúpula de media naranja sobre pechinas. En la capilla bautismal se veneran un Cristo cautivo de factura popular y un gran lienzo del Descendimiento, ambos del siglo XIX.
En las naves se encuentran otras imágenes, como las del patrón de la villa, San Sebastián (Antonio León Ortega, 1944), la Virgen del Rosario (Antonio Castillo Lastrucci, 1947) y Santa Teresita (Joaquín Gómez del Castillo, 1939).  Hay también un lienzo del siglo XIX de Cristo crucificado con la Magdalena.
También reciben culto en la parroquia los titulares de la Hermandad de los Dolores. Jesús Nazareno fue tallado por Antonio León Ortega en 1947. Diez años después llegaron la Virgen de los Dolores y San Juan, realizados por José Rivera García. La última incorporación fue el Cristo del Amor, un crucificado vivo de Miguel Cordero. Llegó en 2018 para sustituir a una imagen anterior de serie.